# Artchil Ier d'Ibérie
Pour les articles homonymes, voir Artchil et Artchil Ier.
Artchil Ier d’Ibérie (en géorgien : არჩილი I) est un roi d'Ibérie ayant régné de 411 à 435 et issu de la dynastie des Chosroïdes. 

## Biographie
Fils et successeur de Mihrdat IV d'Ibérie, il règne 24 ans selon la Chronique géorgienne, ce qui est corroboré par Moïse de Khorène qui le nomme « Ardzil » et en fait un contemporain de Mesrop Machtots.
Pendant son règne, l'Ibérie est vassalisée par la Perse sassanide. La Chronique insiste toutefois sur le fait que le roi tente avec l'aide des « Grecs » et de son fils de récupérer les provinces de Ran et de Mowacan, perdues sous les règnes précédents et contrôlées par l’éristhaw Barzabod que Cyrille Toumanoff a identifié comme un prince de la dynastie des Mihranides. Le conflit se serait finalement terminé par l'union du prince héritier Mihrdat avec Sagdoukht, la fille de Barzabod.
Artchil Ier est également connu comme le constructeur de l'église Saint-Étienne à Mtskheta. Pendant son règne meurent les trois évêques de Géorgie successifs, Ioané (mort en 429), Grigol (mort en 434) et Basili (mort en 436), et le roi installe leur successeur que la Chronique nomme Mobidan.

## Famille
Artchil Ier aurait épousé Marie, une « Grecque » de la famille de l'empereur Jovien (?) dont son successeur :
- Mihrdat V d'Ibérie